# Chionaema fasciculata
Chionaema fasciculata là một loài bướm đêm thuộc phân họ Arctiinae, họ Erebidae.